# Corona (banda)
Corona (italiano para Coroa) é um projeto musical italiano de eurodance. Inicialmente, visualmente formado pela modelo brasileira Olga de Souza e produzido por Francesco "Checco" Bontempi. Os verdadeiros cantores do projeto eram Jenny B (Giovanna Bersola) e Sandy Chambers (Sandra Chambers). O grupo encontrou sucesso comercial com os hits mundiais "The Rhythm of the Night" (1993) e "Baby Baby" (1995). Após o segundo álbum, Bontempi deixou a banda e foi substituído por Francesco Conte e Paolo Dughero. "The Rhythm of the Night" alcançou o 11º Lugar na parada Billboard Hot 100 dos Estados Unidos, e a primeira posição na Itália. "Baby Baby" também chegou ao primeiro lugar na Itália.

## Carreira

### The Rhythm of The Night: 1993-97
Vivendo na Europa, a modelo brasileira Olga de Souza trabalhou de 1991 a 1994 como professora, dando aulas de dança, cantando lambada e era a protagonista de um musical em Roma, até ser descoberta por um produtor italiano, Francesco Bontempi. Após os primeiros encontros, começaram o trabalho para Corona. O primeiro single foi "The Rhythm of the Night", interpretado pela cantora italiana Giovanna Bersola, mais conhecida como Jenny B e não por Souza (que apenas dubla e dança no videoclipe), lançado em 5 de novembro de 1993 na Itália pelo selo DWA Records. O lançamento mundial ocorreu no ano seguinte. A canção contem um trecho de "Playing With Knives" do grupo Bizarre Inc. O single liderou a parada de música italiana durante 16 semanas consecutivas. No entanto, não foi lançada em outros países até o ano seguinte, quando atingiu o número um em países como Espanha, Portugal, Grécia e Romênia. No Reino Unido, a canção ficou no segundo lugar da parada principal por um mês. No verão de 1994 a canção foi um sucesso nos Estados Unidos, atingindo a 11.º lugar da Billboard Hot 100.
Em 1995, o álbum The Rhythm Of The Night foi lançado, com as outras canções tendo os vocais da cantora britânica Sandra Chambers, incluindo outros dois sucessos que atingiram o número um do European Hot 100 Singles, "Baby Baby" e "Try Me Out". Entre 1994 e 1999  Corona fazia cerca de 7 a 10 shows semanais. Olga chegou a brincar dizendo que "não tinha tempo nem para ir ao dentista".

### Novos álbuns e ritmos: 1998-2007
O segundo álbum de Corona, Walking On Music, foi lançado em junho de 1998, com um lançamento mundialmente. A época, Olga era considerada a "Rainha do Eurodance". Mesmo não repetindo o sucesso do primeiro álbum, o disco debutou no número um da parada de álbuns da Itália e chegou à Billboard 200, vendendo cerca de 4 milhões de cópias até 2001. O maior sucesso do projeto, "The Power Of Love" chegou ao número 7 do European Hot 100 Singles.
Em 2001, foi lançado o álbum de R&B "And Me U", na verdade, gravado pela cantora Bernadette "Brandy" Jones e sua irmã Bambi Jones, que ganhou uma promoção especial ao Brasil por parte da Abril Music. Com a falência da gravadora brasileira, houve uma desistência na promoção por parte da Universal Records, que cancelou o projeto, o qual a época havia sido lançado apenas no Brasil e na Itália. Olga promoveu o single "Volcano" nos programas Xuxa, Altas Horas, Jô Soares e Hebe Camargo.
Em 2004, finalmente usando sua voz real, Olga cantou as canções por ela compostas, "A Cor dos Teus Olhos" e "Garota Brasileira" em diversos programas de televisão do Japão, em homenagem ao Brasil. No mesmo ano foi lançado o single "Back In Time", trazendo a cantora de volta ao Eurodance e as paradas de sucesso da Europa, atingindo a posição #33 do European Hot 100 Singles. Em 2005, foi a vez de "I'll Be Your Lady" e uma turnê de regresso a Europa, que entrou na lista das 50 mais rentáveis pela Billboard. Em 2006, o single "Baby I Don't Care" atingiu o Top 10 da parada italiana. La Playa del Sol foi lançado em 2007, em homenagem à Espanha, atingindo a posição #35 do Eurochart.

### Y Generation: 2010-2012
Corona voltou em 2010, com o álbum "Y Generation", que debutou em #9 na parada de álbuns da Itália e liderou a parada de álbuns dance do iTunes Portugal. Angel a posição #15 na Itália e seu vídeo musical foi lançado com exclusividade pela MTV Itália. Saturday foi lançado como terceiro single e My Song, composto por ela, como terceiro. Seu último single foi lançado em fevereiro de 2012 e alcançou a posição #44 na parada italiana. Foi adicionado ao relançamento de "Y Generation", que foi lançado em novembro de 2012 como "Y Generation: Remixed". Corona foi a atração principal do MSC Armonia, durante a temporada de verão do navio na Europa e no Brasil

### Regresso ao Brasil: 2013
Ao fim de janeiro de 2013, Olga comprou uma casa em São Paulo, onde passou a viver com seu marido, após viver 20 anos na Europa. “Bateu saudade dos cheiros, das cores, da alegria. Queria renovar meu look e minha música e pensei: por que não fazer isso no Brasil?” ela declarou. No carnaval, foi homenageada pelo camarote da cervejaria Devassa, cantando na Sapucaí. Apesar de recusar shows no Brasil, Corona gravou um álbum em São Paulo, mas não chegou a ser lançado. Apenas o single "Queen of Town" foi lançado, tendo baixíssimo desempenho no YouTube.

### Atenção inesperada: 2020
Durante a pandemia de COVID-19, a semelhança do nome do grupo com a do coronavírus que causava a COVID-19 levou a um ressurgimento de atenção para Corona. Na Itália, país de origem do grupo e também o primeiro depois da China a ser gravemente afetado pelo COVID-19, um DJ tocando de sua sacada incluiu "The Rhythm of the Night" em seu repertório. Segundo o autor italiano William Silvestri, a lembrança do grupo e seu maior sucesso vieram para "exorcizar o medo da COVID-19" e "lembrar que o primeiro 'Corona' a viralizar mundialmente foi esse grupo de dance." Souza declarou-se surpresa com os memes a associando com a pandemia, e também comentou que "seria muito melhor se o mundo fosse contagiado pela música e não por um vírus tão perigoso."

## Discografia

### Álbuns de estúdio
| The Rhythm Of The Night                                                 | - Lançamento: 4 de abril de 1995 - Gravadora: ZYX Records (Itália), Warner Music (Lançamento mundial) - Formatos: CD  | 1  | 1  | 1  | 18 | 154 | 2 |
| Walking on Music                                                        | - Lançamento: 26 de junho de 1998 - Gravadora: ZYX Records (Itália), Warner Music (Lançamento mundial) - Formatos: CD | 5  | 1  | 58 | 77 | 196 | 4 |
| And Me U                                                                | - Lançamento: 16 de julho de 2001 - Gravadora: Abril Music (Brasil), Universal Records (Itália) - Formatos: CD        | 10 | 88 | —  | —  | —   | — |
| Y Generation                                                            | - Lançamento:9 de julho de 2010 - Gravadora: 1st Pop (Itália), Universal Records (Europa & Japão) - Formatos: CD      | 8  | 9  | 59 | —  | —   | — |
| "—" denotam lançamentos que não foram classificados em tabelas musicais | |    |    |    |    |     |   |

### Singles
| Ano | Título                      | Posição em tabelas musicais | Posição em tabelas musicais | Posição em tabelas musicais | Posição em tabelas musicais | Posição em tabelas musicais | Posição em tabelas musicais | Posição em tabelas musicais | Posição em tabelas musicais | Posição em tabelas musicais | Posição em tabelas musicais | Posição em tabelas musicais | Posição em tabelas musicais | Posição em tabelas musicais | Posição em tabelas musicais | Certificações (Vendas)                                | Álbum                   |
| Ano | Título                      | AUS                         | AUT                         | FRA                         | GER                         | IRE                         | ITA                         | NED                         | NOR                         | NZ                          | SPA                         | SWE                         | SWI                         | UK                          | US                          | Certificações (Vendas)                                | Álbum                   |
| --- | --------------------------- | --------------------------- | --------------------------- | --------------------------- | --------------------------- | --------------------------- | --------------------------- | --------------------------- | --------------------------- | --------------------------- | --------------------------- | --------------------------- | --------------------------- | --------------------------- | --------------------------- | ----------------------------------------------------- | ----------------------- |
| 1993 | "The Rhythm of the Night"   | 8                           | 6                           | 5                           | 8                           | 3                           | 1                           | 3                           | —                           | 7                           | 3                           | 28                          | 4                           | 2                           | 11                          | - França: Prata - Alemanha: Ouro - Reino Unido: Prata | The Rhythm of the Night |
| 1995 | "Baby Baby"                 | 7                           | 13                          | 16                          | 41                          | 8                           | 1                           | 26                          | 9                           | 22                          | 2                           | 10                          | 11                          | 5                           | 57                          |                                                       | The Rhythm of the Night |
| 1995 | "Try Me Out"                | 10                          | 20                          | 11                          | 40                          | 7                           | 2                           | 45                          | 17                          | 43                          | 4                           | —                           | 23                          | 6                           | —                           | - UK: Prata                                           | The Rhythm of the Night |
| 1995 | "I Don't Wanna Be a Star"   | —                           | 25                          | 18                          | 69                          | —                           | 2                           | —                           | —                           | —                           | 1                           | 37                          | —                           | 22                          | —                           |                                                       | The Rhythm of the Night |
| 1997 | "Megamix"                   | —                           | —                           | 40                          | —                           | —                           | 20                          | —                           | —                           | —                           | —                           | 43                          | —                           | 36                          | —                           |                                                       | Single                  |
| 1997 | "The Power Of Love"         | —                           | —                           | —                           | —                           | —                           | 7                           | —                           | —                           | —                           | 7                           | —                           | 22                          | —                           | —                           |                                                       | Walking On Music        |
| 1998 | "Walking On Music"          | —                           | —                           | —                           | —                           | —                           | —                           | —                           | —                           | —                           | 8                           | —                           | —                           | —                           | —                           |                                                       | Walking On Music        |
| 1998 | "Magic Touch"               | —                           | —                           | —                           | —                           | —                           | —                           | —                           | —                           | —                           | 3                           | —                           | —                           | —                           | —                           |                                                       | Walking On Music        |
| 2000 | "Good Love"                 | —                           | —                           | —                           | —                           | —                           | —                           | —                           | —                           | —                           | —                           | —                           | —                           | —                           | —                           |                                                       | And Me U                |
| 2001 | "Volcano"                   | —                           | —                           | —                           | —                           | —                           | 27                          | —                           | —                           | —                           | —                           | —                           | —                           | —                           | —                           |                                                       | And Me U                |
| 2006 | "Back In Time"              | —                           | —                           | —                           | —                           | —                           | 36                          | —                           | —                           | —                           | —                           | —                           | —                           | —                           | —                           |                                                       | Singles                 |
| 2006 | "I'll Be Your Lady"         | —                           | —                           | —                           | —                           | —                           | 37                          | —                           | —                           | —                           | —                           | —                           | —                           | —                           | —                           |                                                       | Singles                 |
| 2007 | "La Playa Del Sol"          | —                           | —                           | —                           | —                           | —                           | 28                          | —                           | —                           | —                           | 35                          | —                           | —                           | —                           | —                           |                                                       | Singles                 |
| 2010 | "Angel"                     | —                           | —                           | —                           | —                           | —                           | 15                          | —                           | —                           | —                           | —                           | —                           | —                           | —                           | —                           |                                                       | Y Generation            |
| 2010 | "Saturday"                  | —                           | —                           | —                           | —                           | —                           | 58                          | —                           | —                           | —                           | —                           | —                           | —                           | —                           | —                           |                                                       | Y Generation            |
| 2011 | "My Song"                   | —                           | —                           | —                           | —                           | —                           | 34                          | —                           | —                           | —                           | —                           | —                           | —                           | —                           | —                           |                                                       | Y Generation            |
| 2012 | "Hurry Up" (feat. Mikey P.) | —                           | —                           | —                           | —                           | —                           | 44                          | —                           | —                           | —                           | —                           | —                           | —                           | —                           | —                           |                                                       | Y Generation: Remixed   |
| 2013 | "Queen of Town"             | —                           | —                           | —                           | —                           | —                           | 61                          | —                           | —                           | —                           | —                           | —                           | —                           | —                           | —                           |                                                       |                         |
| "—" denotam lançamentos que não atingiram classificação em tabelas musicais * denotam posições desconhecidas |                             |                             |                             |                             |                             |                             |                             |                             |                             |                             |                             |                             |                             |                             |                             |                                                       |                         |